# Pușcă Fiodorov
Pușca Fiodorov sau Fiodorov/Fedorov Avtomat a fost o pușcă automată proiectată de către Vladimir Grigorievici Fiodorov în 1915, produsă în Rusia și mai târziu în Uniunea Sovietică. Un total de 3.200 de puști Fiodorov/Fedorov au fost fabricate între 1915 și 1924 în orașul Kovrov. Arma a fost folosită în Primul Război Mondial, dar a fost folosită mai substanțial în războiul civil rus, iar între 1939-1940 în războiul sovieto-finlandez.

## Galerie

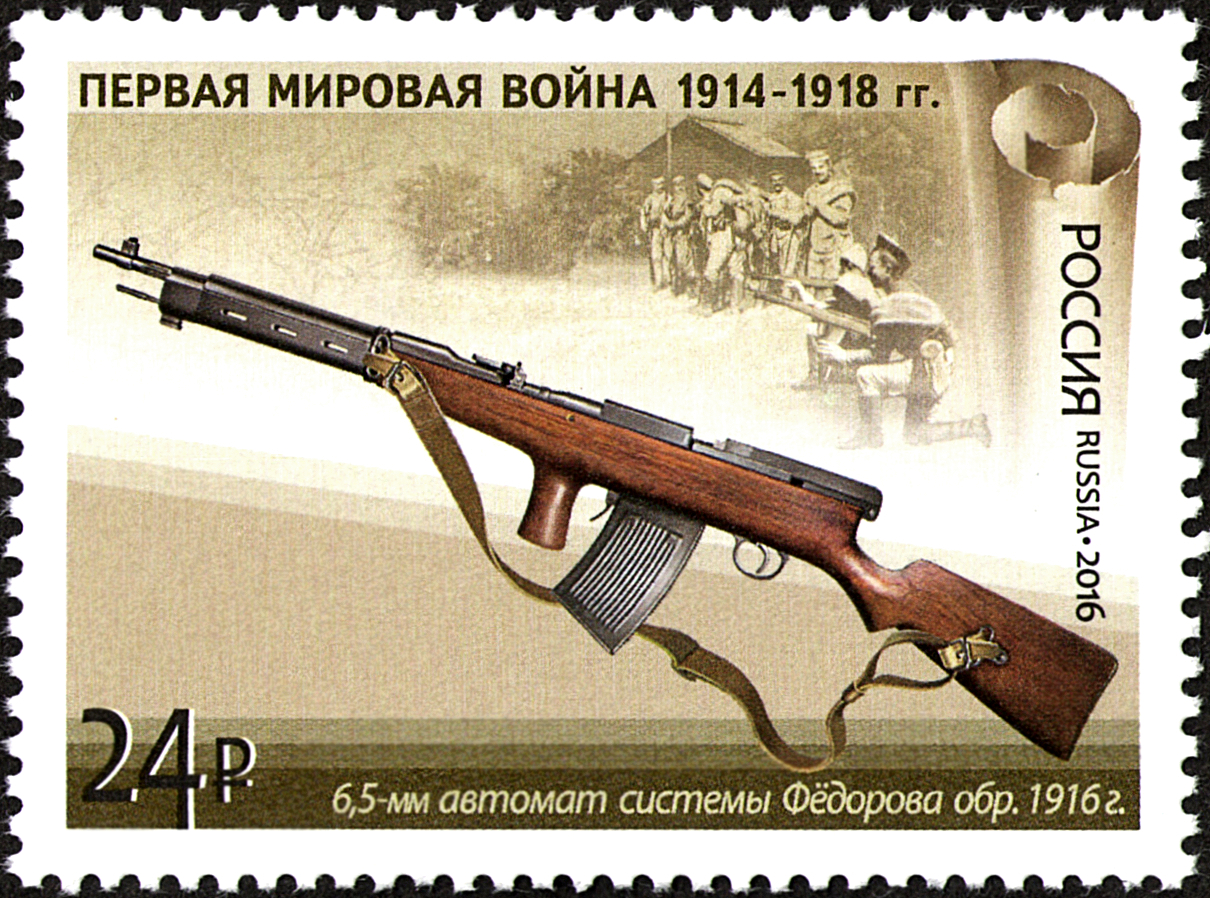
Timbru rusesc din anul 2016 înfățișând pușca Fiodorov.
Mecanismul puștii Fiodorov.